# NFL 1973
Die NFL-Saison 1973 war die 54. Saison im American Football in der National Football League (NFL). Die Regular Season begann am 16. September 1973 und endete am 16. Dezember 1973. Die Saison endete mit dem Pro Bowl am 20. Januar im Arrowhead Stadium in Kansas City, Missouri.

## Regeländerungen

### Einführung eines Rückennummernschemas
Da Football im Schwarz-Weiß-Fernsehen manchmal schwer nachzuverfolgen war und um die Schiedsrichter zu unterstützen, führte die NFL einen festen Standard für die Trikotnummern ein. So bekamen die Nummern
- 1–19 nur noch Quarterbacks, Kicker und Punter.
- 20–49 nur noch Runningbacks und Defensive Backs.
- 50–59 nur noch Centers und Linebacker.
- 60–79 nur noch Defensive und Offensive Linemen (Guards, Tackles).
- 80–89 nur noch Wide Receiver und Tight Ends.

Die Nummern 0, 00 und 90–99 durften ab diesen Zeitpunkt nicht mehr verwendet werden, wobei die Nummern von Spielern, die bereits in der NFL spielten, Bestandsschutz genossen. In späteren Jahren wurden die Nummern 90–99 jedoch auch wieder erlaubt.

### TV Blackout Rules
Bis einschließlich zur Saison 1972 wurden keine NFL-Spiele (auch die Championship- und Superbowlspiele) in der Heimatstadt der Mannschaft im Fernsehen gezeigt (blacked-out). Erst zu dieser Saison änderte die NFL u. a. auf Drängen des US-amerikanischen Kongresses ihre Strategie und verabschiedete eine Regel, wodurch jedes Spiel, das 72 Stunden vor dem Kickoff ausverkauft ist, im lokalen Fernsehen gezeigt werden kann.

## NFL Draft
Der NFL Draft 1973 fand vom 30. bis 31. Januar im Americana Hotel in New York City statt. Es wurden insgesamt 442 Spieler in 17 Runden ausgewählt, wobei die Houston Oilers mit dem Defensive End John Matuszak von der University of Tampa den ersten Spieler im Draft wählten.

## Regular Season
| AFC East             | AFC East | AFC East | AFC East | AFC East | AFC East | AFC East |
| Team                 | S        | N        | U        | SQ       | P+       | P−       |
| -------------------- | -------- | -------- | -------- | -------- | -------- | -------- |
| Miami Dolphins       | 12       | 2        | 0        | 0,857    | 343      | 150      |
| Buffalo Bills        | 9        | 5        | 0        | 0,643    | 259      | 230      |
| New England Patriots | 5        | 9        | 0        | 0,357    | 258      | 300      |
| New York Jets        | 4        | 10       | 0        | 0,286    | 240      | 306      |
| Baltimore Colts      | 4        | 10       | 0        | 0,286    | 226      | 341      |

| NFC East            | NFC East | NFC East | NFC East | NFC East | NFC East | NFC East |
| Team                | S        | N        | U        | SQ       | P+       | P−       |
| ------------------- | -------- | -------- | -------- | -------- | -------- | -------- |
| Dallas Cowboys      | 10       | 4        | 0        | 0,714    | 382      | 203      |
| Washington Redskins | 10       | 4        | 0        | 0,714    | 325      | 198      |
| Philadelphia Eagles | 5        | 8        | 1        | 0,393    | 310      | 393      |
| St. Louis Cardinals | 4        | 9        | 1        | 0,321    | 286      | 365      |
| New York Giants     | 2        | 11       | 1        | 0,179    | 226      | 362      |

| AFC Central         | AFC Central | AFC Central | AFC Central | AFC Central | AFC Central | AFC Central |
| Team                | S           | N           | U           | SQ          | P+          | P−          |
| ------------------- | ----------- | ----------- | ----------- | ----------- | ----------- | ----------- |
| Cincinnati Bengals  | 10          | 4           | 0           | 0,714       | 286         | 231         |
| Pittsburgh Steelers | 10          | 4           | 0           | 0,714       | 347         | 210         |
| Cleveland Browns    | 7           | 5           | 2           | 0,571       | 234         | 255         |
| Houston Oilers      | 1           | 13          | 0           | 0,071       | 199         | 447         |

| NFC Central       | NFC Central | NFC Central | NFC Central | NFC Central | NFC Central | NFC Central |
| Team              | S           | N           | U           | SQ          | P+          | P−          |
| ----------------- | ----------- | ----------- | ----------- | ----------- | ----------- | ----------- |
| Minnesota Vikings | 12          | 2           | 0           | 0,857       | 296         | 168         |
| Detroit Lions     | 6           | 7           | 1           | 0,464       | 271         | 247         |
| Green Bay Packers | 5           | 7           | 2           | 0,429       | 202         | 259         |
| Chicago Bears     | 3           | 11          | 0           | 0,214       | 195         | 334         |

| AFC West           | AFC West | AFC West | AFC West | AFC West | AFC West | AFC West |
| Team               | S        | N        | U        | SQ       | P+       | P−       |
| ------------------ | -------- | -------- | -------- | -------- | -------- | -------- |
| Oakland Raiders    | 9        | 4        | 1        | 0,679    | 292      | 175      |
| Kansas City Chiefs | 7        | 5        | 2        | 0,571    | 231      | 192      |
| Denver Broncos     | 7        | 5        | 2        | 0,571    | 354      | 296      |
| San Diego Chargers | 2        | 11       | 1        | 0,179    | 188      | 386      |

| NFC West            | NFC West | NFC West | NFC West | NFC West | NFC West | NFC West |
| Team                | S        | N        | U        | SQ       | P+       | P−       |
| ------------------- | -------- | -------- | -------- | -------- | -------- | -------- |
| Los Angeles Rams    | 12       | 2        | 0        | 0,857    | 388      | 178      |
| Atlanta Falcons     | 9        | 5        | 0        | 0,643    | 318      | 224      |
| San Francisco 49ers | 5        | 9        | 0        | 0,357    | 262      | 319      |
| New Orleans Saints  | 5        | 9        | 0        | 0,357    | 163      | 312      |

 Divisionssieger 0
 Wildcard

Quelle: pro-football-reference.com

## Play-offs
|  | Divisional Playoffs                 | Divisional Playoffs          | Divisional Playoffs |                                  |                   | Conf. Championship Games | Conf. Championship Games | Conf. Championship Games |  |  | Super Bowl VIII | Super Bowl VIII | Super Bowl VIII |
|  |                                     |                              |                     |                                  |                   |                          |                          |                          |  |  |                 |                 |                 |
|  | 23. Dezember – Miami Orange Bowl    |                              |                     |                                  |                   |                          |                          |                          |  |  |                 |                 |                 |
|  |                                     |                              |                     |                                  |                   |                          |                          |                          |  |  |                 |                 |                 |
|  | E                                   | Miami Dolphins               | 34                  |                                  |                   |                          |                          |                          |  |  |                 |                 |                 |
|  | E                                   | Miami Dolphins               | 34                  | 30. Dezember – Miami Orange Bowl |                   |                          |                          |                          |  |  |                 |                 |                 |
|  | C                                   | Cincinnati Bengals           | 16                  |                                  |                   |                          |                          |                          |  |  |                 |                 |                 |
|  | C                                   | Cincinnati Bengals           | 16                  | E                                | Miami Dolphins    | 27                       |                          |                          |  |  |                 |                 |                 |
|  | 22. Dezember – Oakland Coliseum     |                              |                     | E                                | Miami Dolphins    | 27                       |                          |                          |  |  |                 |                 |                 |
|  |                                     | W                            | Oakland Raiders     | 10                               |                   |                          |                          |                          |  |  |                 |                 |                 |
|  | W                                   | W                            | Oakland Raiders     | 10                               | Oakland Raiders   | 33                       |                          |                          |  |  |                 |                 |                 |
|  | W                                   |                              |                     | 13. Januar – Rice Stadium        | Oakland Raiders   | 33                       |                          |                          |  |  |                 |                 |                 |
|  | WC                                  | Pittsburgh Steelers          | 14                  |                                  |                   |                          |                          |                          |  |  |                 |                 |                 |
|  | WC                                  | Pittsburgh Steelers          | 14                  | A                                | Miami Dolphins    | 24                       |                          |                          |  |  |                 |                 |                 |
|  | 23. Dezember – Texas Stadium        |                              |                     | A                                | Miami Dolphins    | 24                       |                          |                          |  |  |                 |                 |                 |
|  |                                     | N                            | Minnesota Vikings   | 7                                |                   |                          |                          |                          |  |  |                 |                 |                 |
|  | E                                   | N                            | Minnesota Vikings   | 7                                | Dallas Cowboys    | 27                       |                          |                          |  |  |                 |                 |                 |
|  | E                                   | 30. Dezember – Texas Stadium |                     |                                  | Dallas Cowboys    | 27                       |                          |                          |  |  |                 |                 |                 |
|  | W                                   | Los Angeles Rams             | 16                  |                                  |                   |                          |                          |                          |  |  |                 |                 |                 |
|  | W                                   | Los Angeles Rams             | 16                  | E                                | Dallas Cowboys    | 10                       |                          |                          |  |  |                 |                 |                 |
|  | 22. Dezember – Metropolitan Stadium |                              |                     | E                                | Dallas Cowboys    | 10                       |                          |                          |  |  |                 |                 |                 |
|  |                                     | C                            | Minnesota Vikings   | 27                               |                   |                          |                          |                          |  |  |                 |                 |                 |
|  | C                                   | C                            | Minnesota Vikings   | 27                               | Minnesota Vikings | 27                       |                          |                          |  |  |                 |                 |                 |
|  | C                                   |                              |                     |                                  | Minnesota Vikings | 27                       |                          |                          |  |  |                 |                 |                 |
|  | WC                                  | Washington Redskins          | 20                  |                                  |                   |                          |                          |                          |  |  |                 |                 |                 |
|  | WC                                  | Washington Redskins          | 20                  |                                  |                   |                          |                          |                          |  |  |                 |                 |                 |

## Super Bowl VIII
Der 8. Super Bowl fand am 13. Januar 1974 im Rice Stadium in Houston, Texas statt.
Im Finale trafen die Miami Dolphins auf die Minnesota Vikings, die Miami Dolphins gewannen ihren zweiten Super Bowl.

## Auszeichnungen
| Most Valuable Player            | O.J. Simpson, Runningback, Buffalo Bills        |
| Coach of the Year               | Chuck Knox, Los Angeles Rams                    |
| Offensive Player of the Year    | O.J. Simpson, Runningback, Buffalo Bills        |
| Defensive Player of the Year    | Dick Anderson, Safety, Miami Dolphins           |
| Offensive Rookie of the Year    | Chuck Foreman, Runningback, Minnesota Vikings   |
| Defensive Rookie of the Year    | Wally Chambers, Defensive Tackle, Chicago Bears |
| Comeback Player of the Year     | Roman Gabriel, Quarterback, Philadelphia Eagles |
| Man of the Year                 | Len Dawson, Quarterback, Kansas City Chiefs     |
| Super Bowl Most Valuable Player | Larry Csonka, Runningback, Miami Dolphins       |

## Saisonbestleistungen
Folgende Saisonbestleistungen wurden 1973 erreicht:
| Statistikwert        | Spieler                                  | Wert         |
| -------------------- | ---------------------------------------- | ------------ |
| Geworfene Yards      | Roman Gabriel (PHI)                      | 3.219 Yards  |
| Geworfene Touchdowns | Roman Gabriel (PHI) Roger Staubach (DAL) | 23           |
| Erlaufene Yards      | O.J. Simpson (BUF)                       | 2.003 Yards* |
| Erlaufene Touchdowns | Floyd Little (DEN) O.J. Simpson (BUF)    | 12           |
| Fänge (receptions)   | Harold Carmichael (PHI)                  | 67           |
| Gefangene Yards      | Harold Carmichael (PHI)                  | 1.116 Yards  |
| Gefangene Touchdowns | Harold Jackson (LAR)                     | 13           |
| Interceptions        | Dick Anderson (MIA) Mike Wagner (PIT)    | 8            |
| erzwungene Fumbles   | Dan Pastorini (HOU)                      | 17           |

- (*) Erster Spieler in der NFL, der mehr als 2.000 Yards in einer Saison erlief